# Principi di economia politica e dell'imposta
Principi di economia politica e dell'imposta (titolo in inglese On the Principles of Political Economy and Taxation) è la principale opera dell'economista britannico David Ricardo, pubblicata nel 1817.

## Idee guida
Le principali conclusioni, alcune delle quali già introdotte in opere precedenti (come il Saggio sull'influenza del basso prezzo del grano sui profitti) riguardano la redditività della terra e il commercio internazionale. La rendita derivante dalla terra, secondo Ricardo, aumenta al crescere della popolazione e del suo sfruttamento, perché chi la sfrutta ricorrerà, con l'aumentare della popolazione, a terre sempre meno fertili. Per quel che riguarda il commercio internazionale, nei Principi Ricardo introdusse la sua teoria dei vantaggi comparati, in base alla quale i paesi tendono a specializzarsi nella produzione di beni la cui produzione ha un costo opportunità, misurato in termini di altri beni, minore che in altri paesi. Dalla teoria in questione deriva la considerazione per la quale il commercio internazionale avvantaggia fortemente i paesi che vi fanno ricorso, purché essi abbiano, appunto, dei vantaggi comparati.